# مهارکننده فسفودی‌استراز

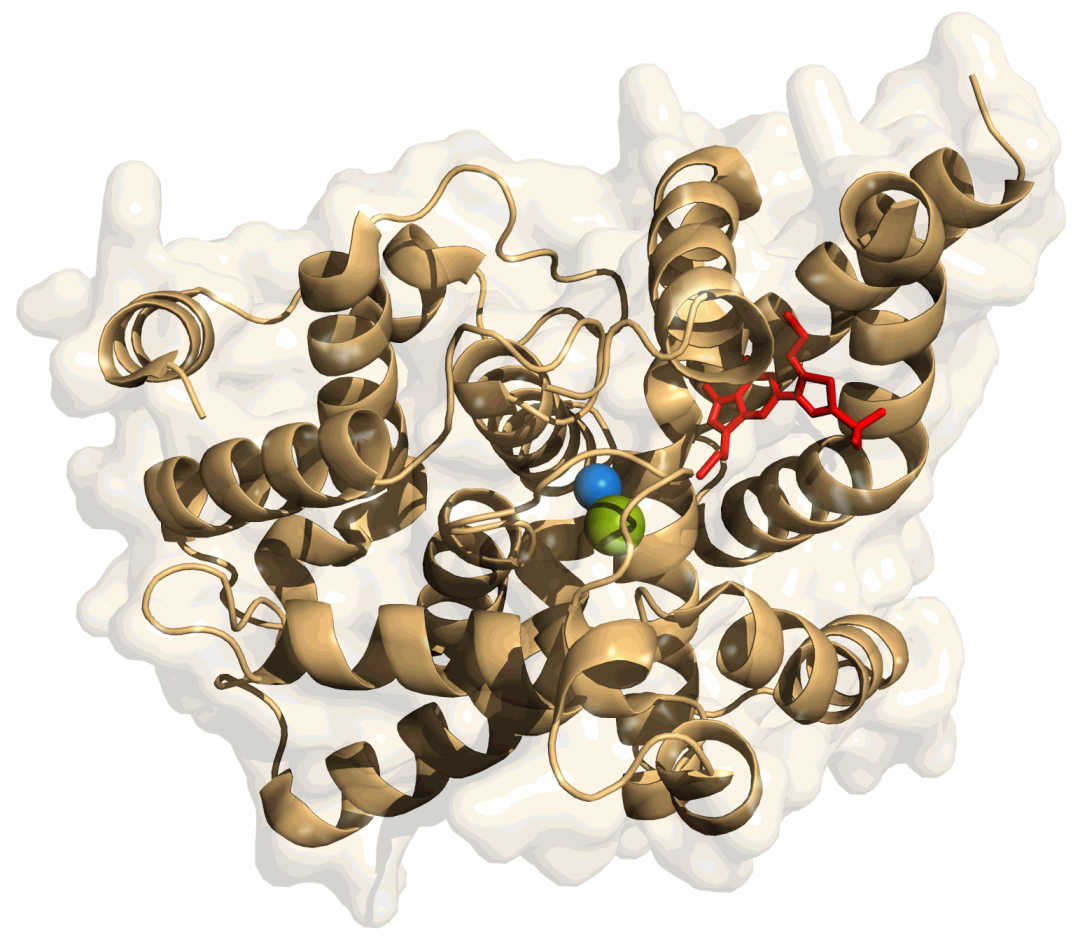
فسفودی‌استراز-۵

مهارکننده فسفودی‌استراز دارویی است که یک یا چند زیرگروه از پنج نوع آنزیم فسفودی استراز (PDE) را مسدود می‌کند، در نتیجه از غیرفعال شدن پیام‌رسان‌های دوم درون سلولی، آدنوزین مونوفسفات حلقوی (cAMP) و گوانوزین منوفسفات حلقوی PDE جلوگیری می‌کند. حضور همه جانبه این آنزیم به این معنی است که مهارکننده‌های غیر اختصاصی طیف وسیعی از اعمال را دارند، عملکرد در قلب و ریه‌ها از اولین مواردی هستند که کاربرد درمانی پیدا کردند.